# 麥迪遜 (堪薩斯州)
麥迪遜（英語：Madison）是一個位於美國堪薩斯州格林伍德縣的城市。

## 地方資料
根據2020年美國人口普查的數據，麥迪遜的面積為1.52平方千米，當中陸地面積為1.52平方千米，而水域面積為0.00平方千米。當地共有人口689人，而人口密度為每平方千米453.29人。